# كارين يوهانسون
كارين يوهانسون (بالسويدية: Karin Johansson)‏ هي راكبة الكنو سويدية، ولدت في 1986 في ليدشوبنغ في السويد.

## وصلات خارجية
- كارين يوهانسون على موقع أوليمبيديا (الإنجليزية)
- كارين يوهانسون على موقع اللجنة الأولمبية السويدية (السويدية)